# إي أون جاي
لي وون جاي، من مواليد 26 ابريل 1973 في تشونغجو في كوريا الجنوبية، لاعب كرة قدم كوري جنوبي في مركز حارس المرمى.
بدأ مسيرته الكروية مع نادي سوون بلووينغز، وفي عام 1999 انتقل إلى نادي غوانغجو سانغمو فينكس، ولعب معهم حتى عام 2001، ومنذ عام 2002 وهو يلعب مع نادي سوون بلووينغز.
و قد بدأ باللعب مع منتخب كوريا الجنوبية لكرة القدم في عام 1994.

## وصلات خارجية
- إي أون جاي على موقع الاتحاد الدولي (مؤرشف)  (الإنجليزية)
- إي أون جاي على موقع دوري كوريا الجنوبية (الإنجليزية)
- إي أون جاي على موقع قاعدة بيانات كرة القدم.إي يو (الإنجليزية)
- إي أون جاي على موقع ناشيونال فوتبول تيمز (الإنجليزية)
- إي أون جاي على موقع أوليمبيديا (الإنجليزية)

1. ↑  Includes seven appearances considered non-international.